# Maliau-Becken
Das Maliau-Becken (malaiisch Lembangan Maliau) ist ein Becken im malayischen Bundesstaat Sabah im Nordosten der Insel Borneo, etwa 40 km nördlich der Grenze zur indonesischen Provinz Kalimantan Timur. Das Regenwaldgebiet ist als Maliau Basin Conservation Area (deutsch Maliau-Becken-Schutzgebiet) ausgewiesen, ein 588,4 km² großes Schutzgebiet. Es wird auch die „Vergessene Welt Sabahs“ (englisch Sabah's lost world) genannt. In der Nachbarschaft des Schutzgebiets befindet sich ein 10.000 km² großes Waldbewirtschaftungs-Gebiet, die Yayasan Sabah Forest Management Area. Die nächste Stadt ist das ca. 190 km entfernte Tawau. 

## Geschichte
Ursprünglich war das Maliau-Becken Teil einer 10.000 km² großen Holzkonzession der Yayasan Sabah. Im Jahr 1981 wurde es von Yayasan Sabah für Forschungs-, Erziehungs- und Schulungszwecke zusammen mit dem Schutzgebiet Lembah Danum (Danumtal) unter Schutz gestellt. Der Schutz wurde 1997 erweitert und das Maliau-Becken-Schutzgebiet zum Waldschutzreservat (Protection (Class One) Forest Reserve) erklärt und auf die heutige Größe erweitert.

## Geographie und Geologie

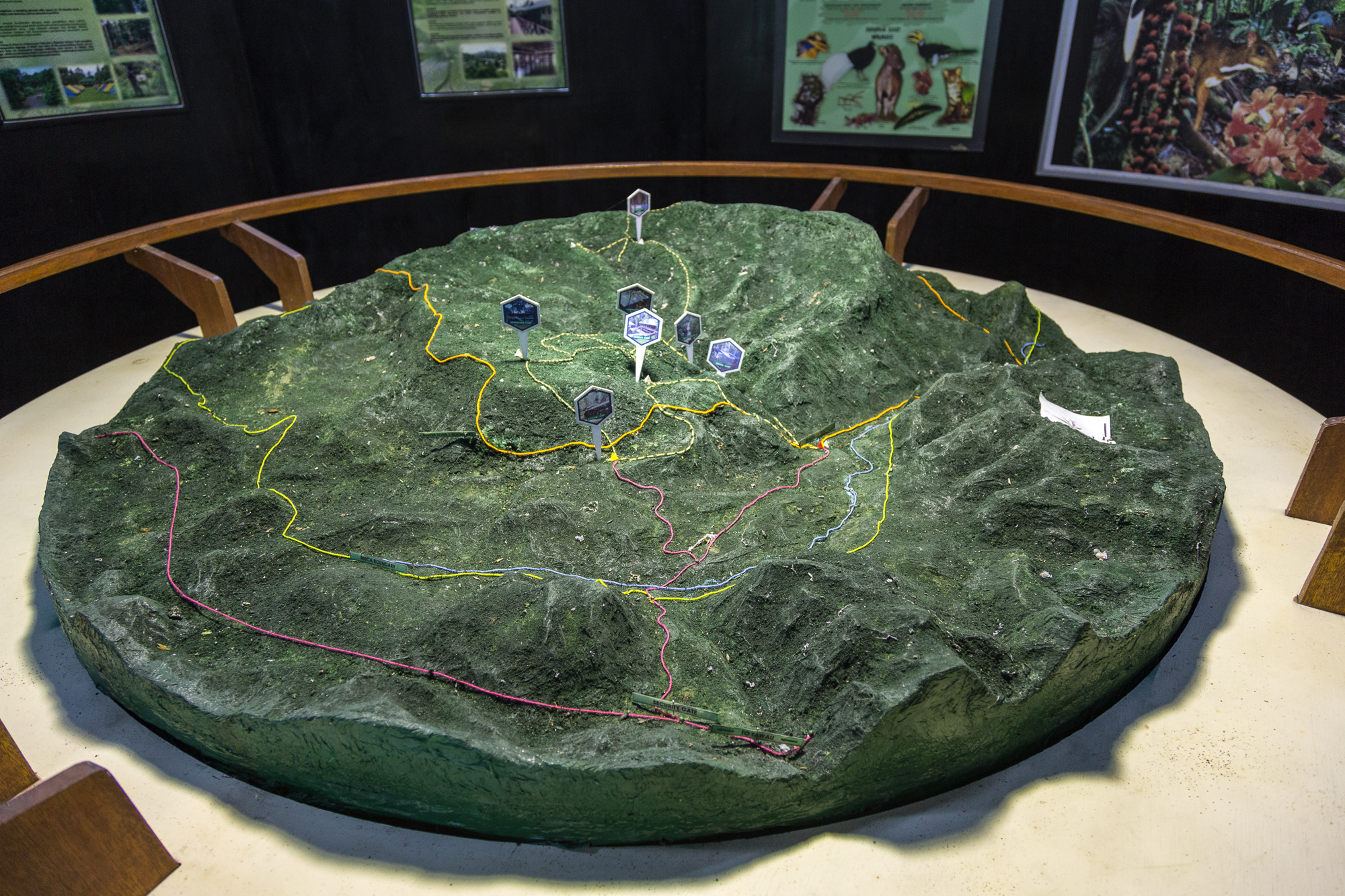
Reliefmodell des Bergwaldes um das Maliau-Becken

Das Maliau-Becken entstand im Miozän vor ungefähr 22 Millionen Jahren. Seit dem Pliozän vor ungefähr 5 Millionen Jahren hat es von Verwitterung und Erosion abgesehen keine wesentlichen Änderungen mehr erfahren.
Das Maliau-Becken ist ein kreisförmiges Sedimentbecken mit einem Durchmesser von 25 km und besteht aus Sand- und Tonsteinschichten. Über sternförmig angeordnete Abflüsse speist es den Maliau. Einer dieser Abflüsse bildet die Maliau-Fälle. Neben dem eigentlichen Maliau-Becken umfasst das Schutzgebiet forstwirtschaftlich genutztes Land östlich und nördlich des Beckens sowie den See Linumunsut. Der höchste Punkt des Schutzgebiets mit einer Höhe von etwa 1675 m befindet sich an der Nordflanke. Eine exakte Vermessung steht noch aus.

## Flora und Fauna

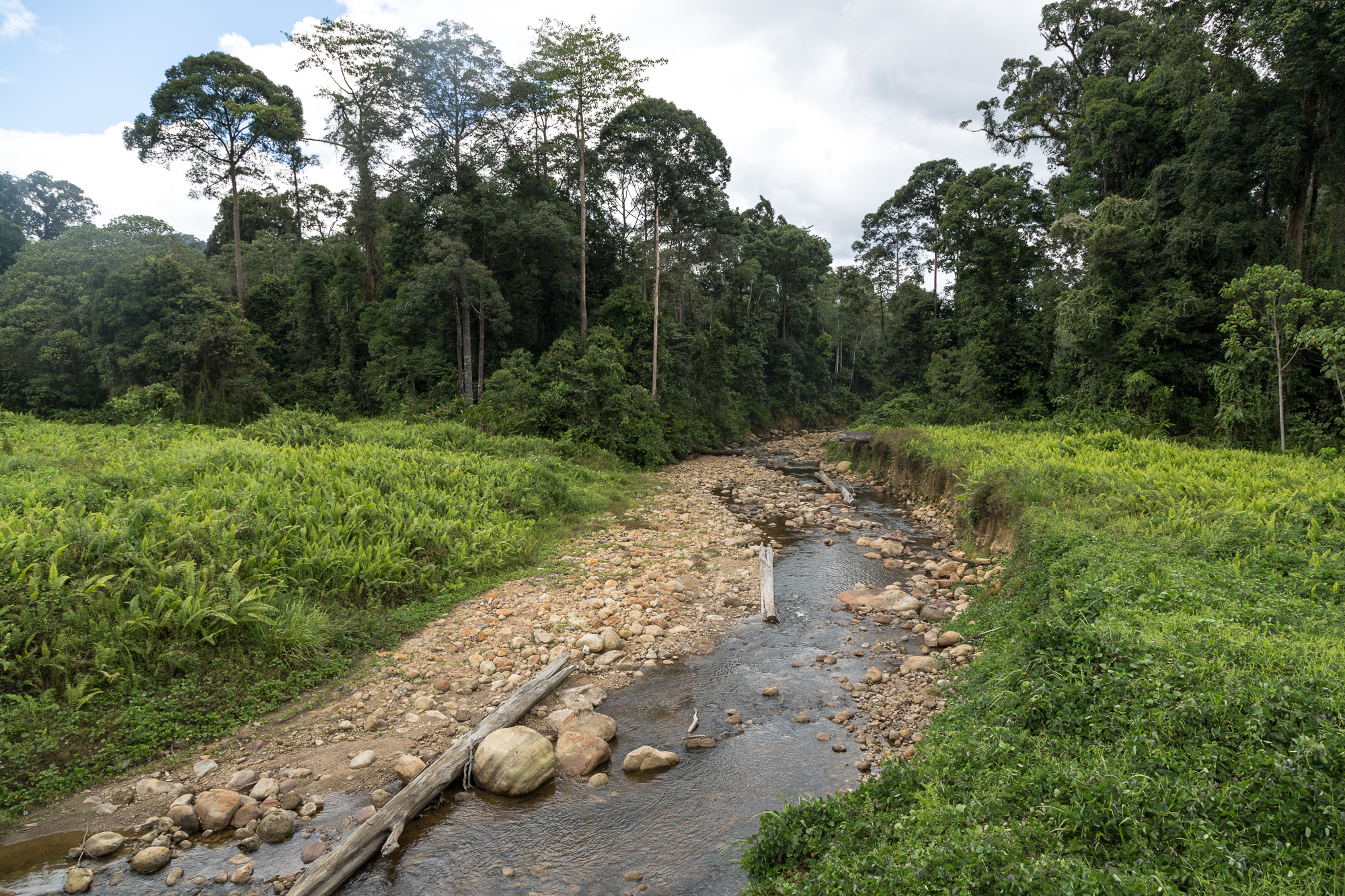
Fluss in unmittelbarer Nähe der Schutzzone

Charakteristisch für die untere Bergregenwaldzone sind die Farne der Gattung Dipteris, die die Flussufer säumen. Bergheidewälder wachsen in den ebeneren Gebieten des Beckens auf nährstoffarmen und sauren Böden. Ameisenpflanzen, Kannenpflanzen und Rhododendren sind dort häufig. Dipterocarpus-Wald findet man vor allem an den äußeren Flanken des Beckens und auf den inneren Talsohlen.
Über 1800 Pflanzenarten wurden bisher identifiziert. Darunter sind sechs Arten von Kannenpflanzen und mindestens 80 Orchideenarten. Die seltene Rafflesia tengku-adlinii kommt in Sabah nur im Maliau-Becken und auf dem Trus Madi vor. Zum ersten Mal wissenschaftlich beschrieben wurden der Baum Polyosma maliauensis, und das Moos Trismegistia maliauensis.
Das Maliau-Becken-Schutzgebiet ist Heimat seltener und gefährdeter Tiere. Insgesamt sind 82 Säugetierarten bestätigt: Asiatische Elefanten, Orang-Utans, Nasenaffen, Nebelparder, Malaienbären, Borneo-Bantengs und die auf Borneo endemischen Borneo-Goldkatzen kommen dort vor. Gut 300 Vogelarten gibt es in dem Schutzgebiet. Darunter sind Bulwerfasane, Riesenpittas, Fledermausadler und die auf Borneo endemischen Warzenköpfe.  
Außerdem gibt es über 30 Amphibienarten.
Unter den im Maliau-Becken vorkommenden Tierarten befinden sich folgende, neu entdeckte Arten:
- die Kampffischart Betta gladiator
- die Krabbenart Thelphusula hulu
- die Schwimmkäferart Neptosternus thiambooni